# 夏洛特·格兰特
夏洛特·莱恩·格兰特（英語：Charlotte Layne Grant；2001年9月20日—），澳大利亚女子职业足球运动员，司职边后卫，目前效力于托特纳姆热刺足球俱乐部和澳大利亚国家女子足球队。她曾代表澳大利亚参加2020年和2024年夏季奥林匹克运动会女子足球比赛等多场国际赛事。